# Musaranya aquàtica japonesa
La musaranya aquàtica japonesa (Chimarrogale platycephalus) és una espècie de mamífer de la família de les musaranyes (Soricidae) endèmica del Japó.